# Han tog realen med
Han tog realen med er det sjette studiealbum fra den danske sanger og satiriker Niels Hausgaard. Det blev udgivet i 1983.

## Spor
1. "Tre Måneder Igen" - 3:12
2. "Der Er Lang Vej Til Kina" - 4:05
3. "Gåsen" - 2:28
4. "Han Tog Realen Med" - 3:27
5. "Ikke Om Jeg Fatter" - 3:28
6. "Det Regner Lidt" - 3:59
7. "Det Sgu´ Nogen Gøre Noget Ved" - 2:35
8. "Der Ligger To Hoser" - 2:04
9. "Hjemstavn" - 2:22
10. "Hartvig Mathisen" - 2:38
11. "Merskumspiben" - 3:58
12. "Snitter" - 2:36
13. "Til Landskamp" - 4:34